# Манастир Гошаванк
Гошаванк (јерм. Գոշավանք), је јерменски средњовековни манастирски комплекс из 12. до 13. века у селу Гош у Јерменији.

## Историја манастира
Смештен у области Каијен у историјском Гогарку. Гошаванк је основао Мкхитар Гош на месту манастира уништеног у земљотресу уз помоћ кнеза Ивана Закарјана 1188. године. Звали су га Нор Гетик, што на јерменском значи Нови Гетик (од Гет - река, јер у близини пролази река). После смрти Гхоша 1213. године, манастир се такође звао Гошаванк. Један од највећих културних, образовних и верских центара средњовековне Јерменије. Извори који га помињу као семениште, универзитет, итд. Овде су студирали и живели истакнути културни ликови Јерменије Ванакан Вардапет и Киракос Гандзакетси. Према натписима на цркви као и Гандзакетсијевих извештаја, већи део зграде је саградио архитекта Мкхитар, звани "Хусн". Поред њега, извори спомињу архитекте Григора и Закиоса.
Укључује цркве Астватсатсина (1191–1196), попут куполасте хале, гавита (1197–1203), цркве св. Грегорија (1208–1241), куполаста дворана, као и мала црква Лусаворицх (1237–1241), као сводовна дворана, двоспратна зграда са оставом књига (до 1231) на 1. спрату и храм на коме је звоник ротунда, на другом ( 1241-1291), неколико капела (укључујући Хрипсиме, 1208) и друге зграде. На територији манастира - уништена крипта Мкхитар Гоша, гробља и вешто направљени унакрсни камен.
У периоду од 1957-1966. године обновљени су објекти Гошаванка. 1972. године отворен је историјски и архитектонски музеј.
Многи рукописи написани у Гошаванки сачувани су до данас.
Неколико километара од Гошаванка, у шуми, живописно место је Гошлик (у преводу језеро Гош).

## Галерија
- Хачкар, 1291 год[1]